# Гіперпірон
Гіперпірон (грец. νόμισμα ὑπέρπυρον, nómisma hypérpyron, «надчиста номісма») — золота монета, введена до обігу у Візантії імператором Олексієм I Комніним в XI столітті. На аверсі монети зазвичай зображувався портрет імператора, а на звороті — лик Христа, Богородиці або святих. У грошовому обігу перебували до другої половини XIII — початку XIV століть.

## Галерея

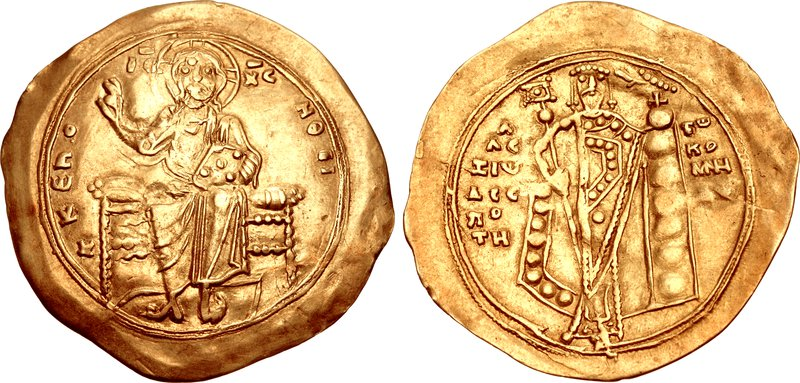
Олексій І 1081—1118
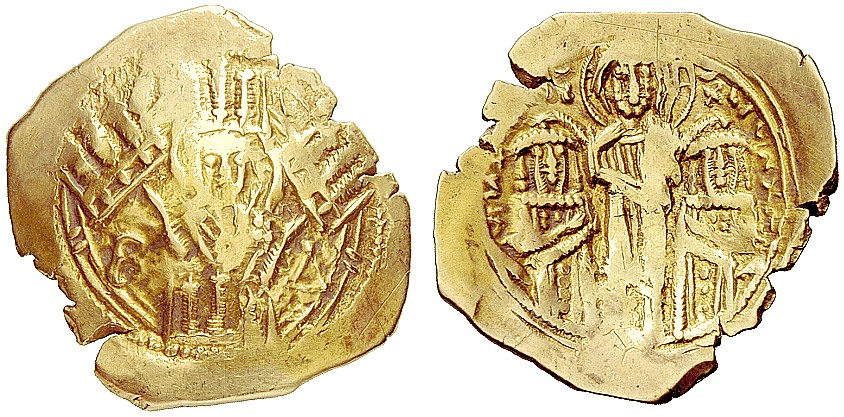
Іоанни V і VI 1347—1353